# Softpedia
Softpedia is een website die informatie indexeert en downloadlinks naar programma's aanbiedt. Het bedrijf, Softnews Net, is gevestigd in Roemenië maar de website is vooral gericht op Engels sprekende lezers. De website is beschikbaar in het Engels en in het Spaans.

## Statistieken
Op 28 oktober 2011:
- Aantal programma's geïndexeerd: 1 036 949
- Totaal aantal downloads: 2 039 460 972